# Eurobouw
L'equip Eurobouw va ser un equip ciclista belga que competí professionalment entre el 1980 i el 1981.

## Principals resultats
Principals resultats com equip.
- Circuit de les Ardenes flamenques: Johan Wellens (1980)
- Gran Premi de Denain: Leo Van Thielen (1980)
- Internatie Reningelst: Ivan Lamote (1980)

### A les grans voltes
- Volta a Espanya
  - 0 participacions

- Tour de França
  - 0 participacions

- Giro d'Itàlia
  - 0 participacions